# Крістін Штюкельберґер
Крістін Штюкельберґер (22 травня 1947) — швейцарська вершниця.
Олімпійська чемпіонка 1976 року в індивідуальній виїздці, срібна призерка 1976 (командна виїздка), 1984 (командна виїздка), 1988 (командна виїздка) років, бронзова призерка 1988 року в індивідуальній виїздці.
Чемпіонка Європи з виїздки 1975 (індивідуальна виїздка), 1977 (індивідуальна виїздка) років, срібна призерка 1977 (командна виїздка), 1979 (індивідуальна виїздка), 1981 (індивідуальна виїздка), 1981 (командна виїздка), 1987 (командна виїздка) років, бронзова призерка 1973 (командна виїздка), 1975 (командна виїздка), 1979 (командна виїздка), 1983 (командна виїздка) років.
Чемпіонка світу з виїздки 1978 року в індивідуальній виїздці, срібна призерка 1982, 1986 років в індивідуальній виїздці, 1978, 1982 років у командній виїздці, бронзова призерка 1974, 1986 років у командній виїздці.
Бронзова призерка Всесвітніх ігор з кінного спорту 1990 року в командній виїздці.